# Hannelore Schneider
Hannelore Schneider (* 1954) ist eine deutsche Archivarin und Historikerin. Sie war von 1990 bis 1995 Direktorin des Staatsarchivs Meiningen und von 2005 bis 2020 Leiterin des Landeskirchenarchivs der Evangelisch-Lutherischen Kirche in Eisenach.

## Leben
Hannelore Schneider arbeitete im Staatsarchiv Meiningen und promovierte am 7. Juli 1989 an der Friedrich-Schiller-Universität Jena zum Dr. phil. Das Thema ihrer Dissertation lautet Georg II. von Sachsen-Meiningen (1826 bis 1914). Grundpositionen, Leistungen und Wirkung seiner Persönlichkeit. Gemeinsam mit Alfred Erck und zuletzt mit Axel Schneider widmete sie sich dem Thema ihrer Dissertation erneut in den Jahren 1997 und 2014 in Form von zwei Buchveröffentlichungen.
Mit Wirkung vom 30. Juni 1990 wurde Hannelore Schneider zum Direktor des Staatsarchivs Meiningen berufen. Diese Funktion hatte sie bis zu ihrem Ausscheiden am 13. November 1995 inne. 2005 übernahm sie die Leitung des Landeskirchenarchivs in Eisenach; mit Ablauf des Monats Februar 2020 trat sie in den Ruhestand.

## Schriften
- Die Anwendung des Thesaurus Geschichtswissenschaft. In: Archivmitteilungen. Heft 4/1984.
- Möglichkeiten und Grenzen der Anwendung des Thesaurus Geschichtswissenschaft im staatlichen Archivwesen. In: La Gazette des archives. 1986.
- mit Alfred Erck: Georg II. von Sachsen-Meiningen. Ein Leben zwischen ererbter Macht und künstlerischer Freiheit. Jung, Meiningen/Zella-Mehlis 1997.
- Facetten einer Freundschaft zum Nutzen der Sonneberger Industrie. Herzog Georg II. und Kommerzienrat Adolf Fleischmann. 1999.
- Das Herzogtum Sachsen-Meiningen unter seinen ersten Herzögen. In: 300 Jahre Schloss Elisabethenburg (= Südthüringer Forschungen. Heft 27). Meiningen 1994.
- Die Meininger Stadtkirche. Bielsteinverlag, Meiningen 2004.
- mit Alfred Erck: Adelheid. Die Meiningerin auf dem englischen Königsthron. Ein Frauenschicksal während der ersten Hälfte des 19. Jahrhunderts. 2. Auflage. Bielsteinverlag, Meiningen 2004.
- mit Alfred Erck: Musiker und Monarchen in Meiningen, 1680 bis 1763. Bielsteinverlag, Meiningen 2006.
- mit Alfred Erck, Axel Schneider: Georg II. von Sachsen-Meiningen. Ein Leben in Bildern. Bielsteinverlag, Meiningen 2014.